# Wadim Ignatow
Wadim Nikołajewicz Ignatow (ros. Вадим Николаевич Игнатов, ur. 8 września 1931, zm. 3 czerwca 1998) – radziecki działacz partyjny.

## Życiorys
Od 1953 należał do KPZR, 1957 ukończył Leningradzki Instytut Rolniczy, od 1961 był funkcjonariuszem partyjnym w Leningradzie, 1968-1973 sekretarz Leningradzkiego Komitetu Obwodowego KPZR. Od 25 stycznia 1973 do 22 lipca 1975 II sekretarz Leningradzkiego Komitetu Obwodowego KPZR, od 11 lipca 1975 do 10 stycznia 1987 I sekretarz Komitetu Obwodowego KPZR w Woroneżu, 1987-1989 zastępca przewodniczącego Państwowego Komitetu Agroprzemysłowego ZSRR, następnie na emeryturze. 1976-1990 członek KC KPZR. Deputowany do Rady Najwyższej ZSRR od 9 do 11 kadencji. Pochowany na Cmentarzu Kuncewskim.

## Odznaczenia
- Order Lenina (dwukrotnie)
- Order Rewolucji Październikowej
- Order Czerwonego Sztandaru Pracy (dwukrotnie)

I medale.